# Скорбященская церковь (Ардатов)
Храм ико́ны Бо́жией Ма́тери «Всех скорбя́щих Ра́дость» — православная церковь, находящаяся в рабочем посёлке (бывшем городе) Ардатове Нижегородской области.

## История
Церковь находится на старом кладбище Ардатова, основанном вероятно в 1780-х годах. Создание кладбища стало итогом принятых в середине XVIII века указов, запрещавших деятельность кладбищ при приходских церквах в городской черте как мера по борьбе с эпидемиями. Кладбище делилось на две неравные части — для православных и для старообрядцев, при основании на нём была построена деревянная церковь во имя Всех Святых с приделом великомученика Феодора Стратилата. В 1829 году было построено нынешнее каменное здание церкви. Церковь была приписана к ардатовскому Знаменскому собору, службы здесь почти не совершались — только отпевания и панихиды В сентябре 1921 года коммунальному отделу Ардатова было предписано «изыскать землю для коммунистического кладбища», здание церкви стало использовалось как склад. В начале 1950-х годов кладбище было закрыто окончательно, с 1958 по 1968 годы уничтожено при строительстве плотины на реке Леметь и частично застроено.
20 июля 1993 года комплекс кладбища (уже к тому моменту уничтоженного) и церковь были признаны памятником архитектуры регионального значения. В 2006 году в Ардатовский краеведческий музей поступил запрос из Москвы с просьбой произвести описание кладбища, но описывать к тому моменту уже было нечего.
Церковь использовалась как склад, в непосредственной близости к церкви был построен из силикатного кирпича продовольственный магазин и магазин по торговле стройматериалами в металлическом ангаре. 6 ноября 2017 года в церкви впервые за много десятилетий была проведена служба. В конце 2010 — начале 2020-х годов было начато восстановление церковного здания.

## Описание
Холодный каменный трёхпрестольный храм в стиле классицизма. Главный престол освящён в честь иконы Божией Матери «Всех скорбящих Радость», правый — в честь великомученика Феодора Стратилата, левый — в честь Всех святых. Здание представляет собой симметричную композицию, к которому с четырёх сторон примыкают портики со сдвоенными пилястрами под треугольными фронтонами. Основной объём имеет цилиндрическую форму и увенчан куполом.